# Maria Ressa
Maria Angelita Ressa, filipinsko-ameriška novinarka in pisateljica, nobelovka, * 2. oktober 1963, Manila, Filipini.
Znana je kot soustanoviteljica in izvršna urednica Rapplerja in prejemnica Nobelove nagrade za mir. Preden je začela delovati na Filipinih, je bila dolgoletna dopisovalka in raziskovalna novinarka na območju Jugovzhodne Azije.
Ressa je bila prepoznana za njeno delo osveščanja na področju spleta. Njeno pisanje o delovanju poslovneža Wilfreda Kenga je vodilo v sodno obravnavo novinarke. Med kazensko obravnavo je bila deležna velike podpore organizacije Novinarji brez meja. Maria Ressa velja za raziskovalno novinarko, ki piše o filipinski družbi pod oblastjo filipinskega predsednika Rodriga Duterteja. Njeno aretacijo in obsodbo so mnogi v opoziciji in mednarodni skupnosti videli kot politično motivirano dejanje Dutertejeve vlade. Ressa je ena od 25 vodilnih osebnosti v Komisiji za informacije in demokracijo, ki jo je ustanovila organizacija Novinarji brez meja.
Ressa je leta 2021 prejela Nobelovo nagrado za mir skupaj z Dimitrijem Muratovim za »njuna prizadevanja za zaščito svobode izražanja, ki je predpogoj za demokracijo in trajen mir«.

### Knjige
Je avtorica dveh knjig o porastu terorizma v jugovzhodni Aziji – Seeds of Terror: An Eyewidness Account of Al-Qaeda's Newest Center (2003) in From Bin Laden to Facebook: 10 Days of Abduction, 10 Years of Terorism (2013). 

### Rappler
Ressa je leta 2012 ustanovila novičarsko spletno stran Rappler skupaj s tremi drugimi ustanoviteljicami in z majhno ekipo 12 novinarjev in razvijalcev. Prvotna stran se je začela kot Facebook stran z imenom MovePH avgusta 2011 in se je razvila v pravo spletno stran 1. januarja 2012. Stran je postala ena prvih multimedijskih novičarskih spletnih mest na Filipinih in pomemben novičarski portal, ki je prejel številne lokalne in mednarodne nagrade. Deluje kot izvršna urednica in glavna izvršna direktorica spletne strani z novicami.
Spletno novičarsko mesto je postalo zelo odmevno, odločno se je upiralo Dutertovi zelo dosledni kazenski politiki proti trgovini z drogami. Maria Ressa se je odločno zavzemala za neodvisnost medijev, ko so njeno stran cenzurirali in prepovedali zaradi dokazanega financiranja iz tujine. Filipini so očitali lastniškemu podjetju utajo davkov. Kot novinarka si prizadeva za liberalnejše kaznovanje trgovine s prepovedanimi drogami in milejše zaporne kazni in tako omejevanje moči države nasproti posamezniku ter njegovi podjetnosti. Kot novinarka je bila deležna mednarodne podpore, aprila 2021 je Ressa prejela svetovno nagrado za svobodo tiska UNESCO.